# アルコール度数

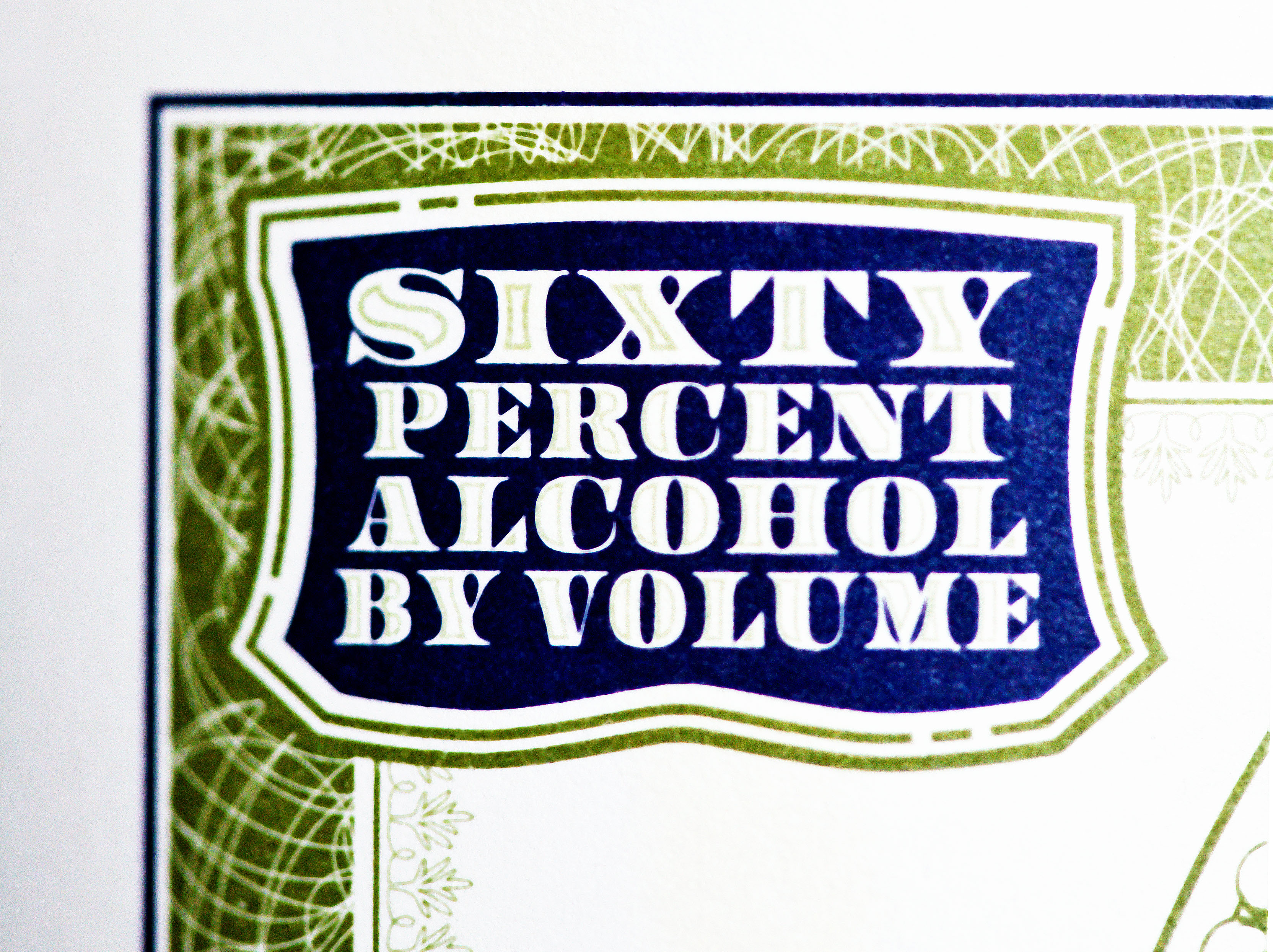
ボトルの度数表示

アルコール度数（アルコールどすう、Alcohol by volume, ABV）は、あるアルコール飲料に対するエタノールの体積濃度を百分率（パーセント、%）で表示した割合である。アルコール分（アルコールぶん）ともいい、数多くの国で標準的に使われている。××度、××%、あるいは ××% ABV のように表す。日本では「1度」=「1%」である。
フランスの化学者・ゲイ＝リュサックにちなみ、ゲイ＝リュサック度数と呼ぶ国もある。
アルコール度数の計測にはアルコール度数計（酒精計など）が用いられる。なお厳密に体積濃度を測るには、測定時の温度を決めなければならない。日本の酒税法では15℃と決めている。
また、割合ではなく1本分に占める「純アルコール量」が別途表示されており、健康の面では使用されている量を確認することが推奨される。

## プルーフ
英語圏では、度数のほかプルーフも使われる。USプルーフは度数の2倍、UKプルーフは度数の約1.75倍である。例えば、アルコール度数 4% は 8 USプルーフと同じ、7 UKプルーフとはほぼ同じエタノール濃度である。
ただし、アメリカでは連邦規則集 (Code of Federal Regulations; CFR) により度数の表示が義務付けられている。併記は可。イギリスも、EU標準の国際法定計量機関に従い、1980年からは度数に切り替わった。
英語圏でアルコール度数はもっぱら%で表し、 degree や ° はプルーフに用いる。

## アルコール度数（アルコール分）の代表的な例
- 果汁（自然に生成されるもの）：0.1%以下
- ビール：3-9%
- アルコポップ（英語版）：4-7%
- シードル：4-8%
- バーレーワイン（エールの一種）：10-15%
- ワイン：10-15%
- 日本酒：15%前後
- 焼酎：20 - 35%
- ポートワイン：20%前後
- リキュール類の大部分：15-55%
- 蒸留酒（スピリッツ）：主として40%以上だが、アメリカ合衆国で「ライトリカー」と呼ばれるものは20%
- 樽詰め（加水前）のウイスキーやラム酒：54%-95%未満
- アブサン：55-89.5%
- ニュートラルスピリッツ：95%-96%
- スピリタス：96% - アルコール度数世界最高の酒
- 無水エタノール：99.5% - アルコール精製出来る最高濃度